# Pavel Hrúz
Pavel Hrúz (Besztercebánya, 1941. június 14. – Besztercebánya, 2008. augusztus 15.) szlovák író, rádiós szerkesztő.

## Élete
Szabó családban született. A középiskolát szülővárosában a Gépészmérnöki Ipari Iskolában végezte. 1959 és 1964 között a pozsonyi Szlovák Műszaki Egyetem Villamosmérnöki Karán végzett. Mérnökként dolgozott, majd 1968-től 1971-ig a Matičné čítanie magazin szerkesztője volt, ahonnan a Csehszlovákia megszállása után elbocsátották. 
Kizárták az Írók Szövetségéből és ezáltal a hivatalos kulturális életből, és gyakorlatilag nem engedték meg, hogy közzétegye a műveit. Csak 1986-ban, a 15 éves közzétételi tilalom után jelent meg a neve a Romboid irodalmi folyóiratban, amely kiadta novelláját. 1989-ben teniszpálya-karbantartóként, raktárkezelőként és villamosmérnökként dolgozott. A Besztercebányai Szlovák Rádióban az irodalmi szerkesztőség szerkesztőjeként dolgozott. 2008. augusztus 15-én halt meg Besztercebányán.

## Művei

### Próza
- Dokumenty o výhľadoch (1966) Dokumentumok a kilátásokról (az év legjobb debütálójaként a Krask-díjat kapta)
- Okultizmus (novellák, 1968) Okkultizmus
- Chliev a hry (prózagyűjtemény, 1990) Pajta és játékok
- Pereat (1991)
- Párenie samotárov (1993) Magányos páros
- Oči kuričove (1996) A fűtő szeme
- Chlieb a kry  (prózagyűjtemény, 1996) Kenyér és fagylalt
- Hore pupkom, pupkom sveta (1998) Fel, a világ ködökére
- Bystrica v… tom (2000)
- Memoáre medeného mesta (2006) Rézvárosi emlékművek

### Esszék
- Lunetárium (2001)

### Tévéjátékok
- Nedobytný hrad (mesejáték, 1973) Bevehetetlen kastély

## Díjai, elismerései
- Dokumentumok a kilátásokról című debütáló könyvéért az Ivan Krasko-díjat kapta (1966)
- Az irodalmi munkásságáért megkapta a Tatarka Dominika-díjat (1999)[3]

## Fordítás
- Ez a szócikk részben vagy egészben  a   Pavel Hrúz című szlovák Wikipédia-szócikk ezen változatának fordításán alapul.  Az eredeti cikk szerkesztőit annak laptörténete sorolja fel. Ez a jelzés csupán a megfogalmazás eredetét és a szerzői jogokat jelzi, nem szolgál a cikkben szereplő információk forrásmegjelöléseként.